# ویلیام بی. مک‌کینلی
ویلیام بی. مک‌کینلی (به انگلیسی: William B. McKinley) سناتور سابق عضو حزب جمهوری‌خواه ایالات متحده آمریکا بود. وی در سال ۱۹۲۱ تا ۱۹۲۶ میلادی سناتور ایالت ایلی‌نوی در سنای ایالات متحده آمریکا بود.